# Bedihošť
Bedihošť (en allemand : Bedihoscht) est une commune du district de Prostějov, dans la région d'Olomouc, en République tchèque. Sa population s'élevait à 1 111 habitants en 2023.

## Géographie
Bedihošť se trouve à 6 km au sud-est du centre Prostějov, à 18 km au sud-sud-ouest d'Olomouc et à 209 km à l'est-sud-est de Prague.
La commune est limitée par Kralice na Hané au nord et au nord-est, par Čehovice à l'est et au sud-est, par Výšovice au sud et par Prostějov à l'ouest.

## Histoire
La première mention écrite de la localité date de 1249.

## Transports
Par la route, Bedihošť se trouve à 5,6 km de Prostějov, à 21,5 km d'Olomouc et à 264 km de Prague.